# Steeven et Christopher
Steeven et Christopher sont des jumeaux humoristes français nés le 30 décembre 1987 à Lille.

## Biographie
Steeven Demora est diplômé en 2010 d'un Master « Politique, économie et société », spécialité « Métiers du journalisme », de l'Institut d'études politiques de Lille, et exerçait déjà ses talents depuis quelques années comme correspondant local de presse pour La Voix du Nord et le journal de l'IEP. Après un stage de fin d'études à la Voix du Nord, il passe par la rédaction de 20 minutes Lille.
Christopher Demora a étudié à la faculté de Droit de l'Université Lille 2. Il a obtenu un Master professionnel en Droit Privé « Études processuelles et juridictionnelles » en juin 2010. Il a également été correspondant local de presse pour le quotidien La Voix Du Nord[réf. souhaitée]. Il a joué comme gardien de but dans l'équipe senior A de l'Association Sportive Saloméenne à Salomé, en 2e division du district des Flandres pour la saison 2009-2010. Il participe à l'émission Tout le monde veut prendre sa place diffusée sur France 2 le 6 septembre 2009 avec une spéciale 1000e, il a perdu en finale.
Avant d'être en duo, Steeven et Christopher montaient et jouaient dans des pièces de théâtre chacun de leur côté ou ensemble. C'est en mars 2011, dans leur pièce « Un petit jeu sans conséquence », au cours du festival Artscéniques de l'IÉSEG School of Management de Lille, qu'ils sont repérés par Pascal Mansuy, coach artistique, qui leur propose de monter un duo. Après une première apparition qui se révèle être un succès, ils se lancent ensemble dans le one-man-show.
Ces deux nouveaux humoristes jouent leurs premiers sketchs au café-théâtre Spotlight de Lille et en deviennent des habitués. Ils se sont aussi produit au FIEALD à Paris. Parallèlement, ils ont également écrit et participé au tournage de spots publicitaires pour Chronodrive en tant que voix off.
Steeven et Christopher jouent leur premier one man show intitulé « The Twin Men Show » au Spotlight de Lille. À partir d'octobre 2011, ils se font rapidement connaitre du grand public en participant plusieurs fois à l'émission On n'demande qu'à en rire de Laurent Ruquier diffusée sur France 2. Ils entrent parmi les humoristes vedettes de l'émission, avec 56 sketchs écrits et interprétés entre le 29 octobre 2011 et l'arrêt de l'émission, le 4 juillet 2014.
En juillet 2012, ils participent au Festival d'Avignon, au théâtre À L'Arrache. Du 8 au 31 juillet 2013, ils participent de nouveau au Festival d'Avignon, au théâtre Carnot. Toutes leurs représentations furent complètes. En juillet 2014, ils jouent leurs deux premiers spectacles au Festival d'Avignon, et affichent complet lors des 48 représentations consécutives.
En 2014, ils lancent leur nouveau spectacle « Ni l'un, ni l'autre », qu'ils jouent dans toute la France. Le 23 novembre 2016, ils jouent une unique représentation au Spotlight de Lille du spectacle « Ni l'autre, ni l'un » où Steeven et Christopher inversent leurs rôles par rapport au spectacle d'origine.
Le 1er février 2017, ils jouent la première représentation de leur quatrième spectacle « On n'est pas là pour vendre des cravates ». Le spectacle rencontre son succès, joué plus de cinquante fois au Théâtre l'Archipel à Paris, mais aussi lors de deux éditions du festival d'Avignon en 2017 et 2018. Le Figaro écrira notamment que « les jumeaux renouvellent le monde des comiques »[réf. nécessaire].
En 2019, après sept années de carrière, ils rassemblent le meilleur de leurs moments scéniques dans le spectacle Grands Crus Classés.

## Carrière

### Christopher au Théâtre
- 2006-2007 : Un air de famille d'Agnès Jaoui et Jean-Pierre Bacri : Rôle de Philippe
- 2007-2008 : Union fatale, création d'Axel Hamel
- 2008-2009 : Scapinades, Scapineries et autres fantaisies, adaptation libre des Fourberies de Scapin
- 2009-2010 : Le Dîner de cons de Francis Veber, dans le rôle de Pierre Brochant. Il en assure également la co-mise en scène avec Thomas Durisotti, Romain Valembois et Maxence Delmotte[3].
- 2010-2011 : Un petit jeu sans conséquence de Jean Dell et Gérald Sibleyras qu'il met en scène et dans lequel il joue le rôle de Bruno
- 2011-2012 : Les hommes préfèrent mentir d'Éric Assous, qu'il met en scène et dans lequel il joue le rôle de Simon

### Steeven au Théâtre
- 2006-2007 : Un air de famille d'Agnès Jaoui et Jean-Pierre Bacri : Rôle d'Henri, qu'il met en scène
- 2007-2008 : « Art », création de Yasmina Reza, dans le rôle de Marc
- 2008-2009 : Scapinades, Scapineries et autres fantaisies, adaptation libre des Fourberies de Scapin
- 2010-2011 : Un petit jeu sans conséquence de Jean Dell et Gérald Sibleyras qu'il met en scène et joue le rôle de Serge
- 2011-2012 : Les hommes préfèrent mentir d'Éric Assous, qu'il met en scène et dans lequel il joue le rôle de Richard

### Spectacles du duo
- 2012 : The Twin Men Show, spectacle créé au Spotlight à Lille[4] et mis en scène par Pascal Mansuy
- 2013 : Duo(s), spectacle qui reprend plusieurs sketchs parmi leurs meilleurs d'On n'demande qu'à en rire.
- 2014-2017 : Ni l'un, Ni l'autre, spectacle mis en scène par Marie-Pascale Osterrieth (sortie DVD le 30 décembre 2016)
- 2017-2019 : On n'est pas là pour vendre des cravates, spectacle mis en scène par Marie-Pascale Osterrieth
- 2019-2022 : « Grands Crus Classés », spectacle compilant leurs meilleurs sketchs depuis le début de leur carrière.
- Depuis 2022 : Bonjour, au revoir, s'il vous plaît, merci

### Télévision
- 6 septembre 2009 : Christopher participe à Tout le monde veut prendre sa place sur France 2, il perd à la finale.
- 2011-2014 : On n'demande qu'à en rire sur France 2
- 2012 : Soir 3 sur France 3
- 2012 : E=M6 sur M6
- 2012 : Grand Lille TV (informations en continu)
- 2014 : Toute une histoire (Les jumeaux se connaissent-ils vraiment ?), France 2
- 31 août 2015 : Diffusion sur France 4 d'un sketch enregistré lors du gala "bio" des 25 ans du festival de Montreux, présenté par Pascal Légitimus.
- 2017 : Le grand show de l'humour, présenté par Michel Drucker
- 2017-2018 : Passages dans Les Années bonheur de Patrick Sébastien[5]

#### On n'demande qu'à en rire
Ils participent à l'émission à partir du 29 octobre 2011 et en sont devenus « pensionnaires » le 30 mars 2012 après leur 10e passage.
Ils ont écrit et interprétés 56 sketchs, en comptant les émissions spéciales en première partie de soirée. Ils ont une moyenne de 76/100 par sketch (primes compris). Leur record personnel est de 97/100, obtenu pour leur 43e passage le 27 juin 2013.
| 1  | Les soirées étudiantes vont être surveillées                                                                                           | 29 octobre 2011   | 66                      |
| 2  | Une messe à Sainte-Rita pour bénir les animaux                                                                                         | 18 novembre 2011  | 85                      |
| 3  | La location de voitures à double commande                                                                                              | 1er décembre 2011 | 69                      |
| 4  | « Tintin » battu par « Intouchables » (participation de Guillaume Sentou)                                                              | 13 décembre 2011  | 82                      |
| 5  | L'ouverture des magasins le dimanche (participation de Guillaume Sentou en voix-off et de Yoan Levy, chauffeur de salle de l'émission) | 9 janvier 2012    | 16/20 (Téléspectateurs) |
| 6  | Yummipets, le Facebook des animaux de compagnie (participation de Sandra Colombo)                                                      | 1er février 2012  | 73                      |
| 7  | J'ai tout misé sur un cheval | 6 février 2012    | 84                      |
| 8  | Le livre : « Comment écrire un one-man-show »                                                                                          | 2 mars 2012       | 73                      |
| 9  | Un comédien qui n'en peut plus des récompenses                                                                                         | 15 mars 2012      | 70                      |
| 10 | La semaine de la courtoisie au volant                                                                                                  | 30 mars 2012      | 59 (Repêchage)          |
| 11 | Un couple de patineurs artistiques qui se détestent                                                                                    | 17 avril 2012     | 16/20 (Téléspectateurs) |
| 12 | 50 000 invités à un anniversaire à cause de Facebook                                                                                   | 11 mai 2012       | 72                      |
| 13 | Les paris débiles | 14 juin 2012      | 77                      |
| 14 | Hommage aux Bee Gees (participation de Donel Jack'sman)                                                                                | 18 juin 2012      | 70                      |
| 15 | Réunion des super héros | 27 juillet 2012   | 69                      |

| 16      | Hommage au 1er homme qui a marché sur la lune                                                                    | 7 septembre 2012  | 84                                         |
| 17      | Faut-il inscrire les enfants à la cantine ?                                                                      | 12 septembre 2012 | 82                                         |
| 18      | Championnats du monde d'apnée (participation de Cyril Étesse)                                                    | 17 septembre 2012 | 16/20 (Téléspectateurs)                    |
| 19      | La fête de la bière à Munich                                                                                     | 5 octobre 2012    | 94                                         |
| 20      | Prudence à la chasse                                                                                             | 12 octobre 2012   | 58 (Repêchage)                             |
| 21      | Le prince Charles et Camilla héritent                                                                            | 16 octobre 2012   | 16/20 (Téléspectateurs)                    |
| 22      | Christian Clavier s'exile à Londres                                                                              | 25 octobre 2012   | 83                                         |
| 23      | Des footballeurs partent en cachette en discothèque                                                              | 30 octobre 2012   | 18/20 (Téléspectateurs)                    |
| 24      | Casting de Mary Poppins                                                                                          | 15 novembre 2012  | 86                                         |
| 25      | Dans la salle de cinéma d'un film d'horreur (participation de Cyril Étesse)                                      | 22 novembre 2012  | 76                                         |
| 26      | James Bond bat Astérix                                                                                           | 30 novembre 2012  | 84                                         |
| 27      | On ne doit pas chanter en français en Australie (participation des Décaféinés)                                   | 4 décembre 2012   | 17/20 (Téléspectateurs)                    |
| 28      | Certains jouets sont trop bruyants                                                                               | 7 janvier 2013    | 76                                         |
| 29      | Deux comédiens s'engueulent à propos de Depardieu                                                                | 10 janvier 2013   | 92                                         |
| 30      | Je veux passer un test de paternité                                                                              | 15 janvier 2013   | 17/20 (Téléspectateurs)                    |
| 31      | Collecte pour les pièces jaunes                                                                                  | 29 janvier 2013   | 83                                         |
| Prime 4 | Pour ou contre le mariage pour tous                                                                              | 9 février 2013    | 159/200 (Jury : 72 - Téléspectateurs : 87) |
| 32      | Le retour d’Indochine                                                                                            | 19 février 2013   | 87                                         |
| 33      | Angelina Jolie et Brad Pitt font du rosé                                                                         | 7 mars 2013       | 88                                         |
| 34      | La guerre des Chico (participation de Donel Jack'sman, Sacha Judaszko et Paco)                                   | 15 mars 2013      | 92                                         |
| 35      | Les jeux vidéo sont un art                                                                                       | 25 mars 2013      | 77                                         |
| 36      | Les jumelles prostituées de 70 ans                                                                               | 29 mars 2013      | 91                                         |
| 37      | Quand 2 Papes se rencontrent                                                                                     | 10 avril 2013     | 80                                         |
| 38      | Carla Bruni en promo (participation de Paco)                                                                     | 16 avril 2013     | 91                                         |
| 39      | Les sujets dont personne ne veut                                                                                 | 22 avril 2013     | 94                                         |
| Prime 5 | Robin des Bois, la comédie musicale (participation de Céline Holynski, Les Décaféinés, Donel Jack'sman et Artus) | 23 avril 2013     | 177/200 (Jury : 90 - Téléspectateurs : 87) |
| 40      | Rixe au sommet de l’Everest                                                                                      | 17 mai 2013       | 86                                         |
| 41      | Premier Festival des conversations                                                                               | 10 juin 2013      | 86                                         |
| 42      | Les Petits Chanteurs à La Croix de Bois (Sacha Judaszko, Zidani, Artus, Ahmed Sylla et Marco)                    | 24 juin 2013      | 74                                         |
| 43      | Les bébés jumeaux qui se prennent la main                                                                        | 27 juin 2013      | 97                                         |
| Prime 6 | Pékin Express (participation d'Artus et Nicole Ferroni)                                                          | 28 juin 2013      | 183/200 (Jury : 91 - Téléspectateurs : 92) |

| 44         | Vous postulez pour être auteur de jeux télévisés                      | 7 avril 2014   | 90       |
| 45         | Le festival des films en audiodescription                             | 15 avril 2014  | 89       |
| 46         | Vous postulez pour un job d'été                                       | 29 avril 2014  | 89       |
| 47         | Des élèves de ZEP sur scène                                           | 6 mai 2014     | 94       |
| 48         | Le monstre du Loch Ness enfin retrouvé ?                              | 14 mai 2014    | 92       |
| 49         | Julio Iglesias «artiste latin» le plus bankable                       | 11 juin 2014   | 88       |
| 50         | Phénomène des caméras embarquées : les nouveaux films du moi          | 19 juin 2014   | 87       |
| 51         | Carla Bruni en tournée internationale                                 | 23 juin 2014   | 96       |
| 52         | Faut-il être vieux pour être heureux ?                                | 24 juin 2014   | 79       |
| Non noté 1 | Londres, capitale mondiale du selfie (en duo avec Emmanuel et Jeanne) | 4 juillet 2014 | non noté |

## Récompenses
- Steeven a reçu le Grand Prix jeune journaliste de presse écrite locale du Club de la Presse Nord-Pas-de-Calais pour son article, La journée ordinaire de Fabrice, un homme au destin pas si ordinaire, paru dans La Voix du Nord[6],[1].
- Prix du Public du Festival Intercommunilarité 2012
- Prix « Coup de Cœur » au Tremplin de l'Humour de Sénas, en 2012
- Prix du public au Festival Les Vendanges de l'Humour de Macon, en 2012
- Prix Humour SACD, catégorie « Création », en 2014